# Rédemption - Itinéraire d'un chef de gang
Pour plus de détails, voir Fiche technique et Distribution.
Rédemption - Itinéraire d'un chef de gang (Redemption: The Stan Tookie Williams Story) est un téléfilm américain créé en 2002 par le réalisateur et acteur Vondie Curtis-Hall.

## Synopsis
Ce film retrace l'histoire d'un jeune noir « Tookie Williams » à Los Angeles. Dans les années 1960, il joue des poings pour survivre. Face à l'adversité, les violences policières et la complète indifférence, il fonde avec d'autres membres les « Cribs » qui cherchent à cette époque à se protéger des violences entre groupes rivaux et de la police, dans un contexte marqué par les Émeutes de Watts à Los Angeles et l'apparition des Black Panther Party.

## Distribution
- Jamie Foxx (VF : Gilles Morvan) : Stanley Tookie Williams
- Lynn Whitfield (VF : Maïk Darah) : Barbara Becnel
- Lee Thompson Young : Charles Becnel
- Brenden Jefferson : Stan Williams jeune
- Brenda Bazinet : Agent Barbara
- Wes Williams : Tony Bogard
- Greg Ellwand : directeur de la prison
- CCH Pounder : Winnie Mandela

 Source et légende : version française (VF) sur RS Doublage

## Distinctions
Le film est récompensé par le NAACP Image Awards de la meilleure œuvre littéraire de non-fiction.  